# Marniera macroptera
Marniera macroptera là một loài thực vật có hoa trong họ Cactaceae. Loài này được (Lem.) Backeb. mô tả khoa học đầu tiên năm 1959.